# برونو ماتوس
برونو أوليفيرا دي ماتوس هو لاعب كرة قدم برازيلي في مركز الوسط، ولد في 5 يونيو 1990 في Barra, Bahia ‏ في البرازيل. لعب مع النادي الرياضي بريميرو باسو فيتوريا دا كونكيستا والنجم الأحمر بلغراد وفأر ونادي اتلتيكو سوروكابا ونادي بالميراس ونادي بونتي بريتا ونادي خوازيرينزي ونادي الجيل السعودي.

## وصلات خارجية
- برونو أوليفيرا دي ماتوس على موقع قاعدة بيانات كرة القدم.إي يو (الإنجليزية)
- برونو أوليفيرا دي ماتوس على موقع Soccerway.com (الإنجليزية)